# Brecha aniónica
La brecha aniónica  o anion gap, en inglés es la diferencia entre los cationes y  aniones medidos en suero, plasma u orina. La magnitud de esta diferencia (brecha) en el suero es frecuentemente usada en medicina para tratar de identificar la causa de acidosis metabólica.
El término brecha aniónica generalmente significa brecha aniónica en suero, pero la brecha aniónica en orina es también un parámetro clínico útil.

## Cálculo
Las concentraciones son expresadas en milliequivalentes/litro (mEq/L) o en milimoles/litro (mmol/L).

### Con potasio
La brecha aniónica se calcula restando las concentraciones de cloruro y bicarbonato (aniones) a las concentraciones de sodio y potasio (cationes):
= ([Na+] + [K+]) − ([Cl−] + [HCO3−])

### Sin potasio (práctica diaria)
Dado que las concentraciones de potasio son muy bajas, la omisión del potasio se ha aceptado ampliamente dado que usualmente tiene poco efecto en el cálculo de la brecha. Esto deja la siguiente ecuación:
= [Na+] − ([Cl-] + [HCO3−])

## Valores normales
Los instrumentos actuales que analizan estos valores utilizan electrodos selectivos de iones que dan una brecha aniónica normal de <11 mEq/L. Por lo tanto, de acuerdo al nuevo sistema de clasificación, una brecha aniónica elevada es aquella por encima de 11 mEq/L y la normal se considera generalmente en el intervalo de 3-11 mEq/L, con un promedio estimado en 6 mEq/L.
En el pasado, los métodos usados para la medición consistían en la.colorimetría para [HCO3−] y [Cl−] así como la fotometría para [Na+] y [K+]. Entonces, los valores normales iban de 8 a 16 mEq/L en plasma cuando no se incluía el [K+] y de 10 a 20 mEq/L en plasma cuando se incluía el [K+]. Algunas fuentes específicas usan 15  y 8–16 mEq/L.
Un rango de referencia provisto por el laboratorio que realiza las mediciones debería ser usado para determinar si la brecha aniónica está fuera del rango normal. Una proporción de individuos normales pueden tener valores fuera del rango 'normal' provisto por los laboratorios